# Ambroise Rendu (homme politique)
Pour les articles homonymes, voir Rendu (homonymie).
Ambroise Rendu, né le 29 décembre 1874 à Paris et décédé le 3 juillet 1973 à Plaisance-du-Touch en Haute-Garonne, est un homme politique français. 

## Biographie
Arrière-petit-fils d'Ambroise Rendu, fils d'Ambroise Rendu, avocat à la cour d'appel de Paris, conseiller municipal de Paris et conseiller général de la Seine, il devient ingénieur agricole et s'installe comme exploitant agricole en Haute-Garonne, à Plaisance-du-Touch, sur des propriétés lui venant de la famille de sa mère, née Marthe de Madron. Ancien combattant, il est député de la Haute-Garonne de 1919 à 1924, siégeant à droite, dans le groupe des indépendants. Battu en 1924, il se consacre au syndicalisme agricole - il sera longtemps vice-président de la Société des agriculteurs de France - et à l’École supérieure d'agriculture de Purpan qu'il a contribué à créer. En 1929, il est élu mainteneur de l'Académie des Jeux floraux (4e fauteuil), où il succède au marquis de Suffren. En 1933, il échoue à se faire élire conseiller municipal du secteur Saint-Thomas d'Aquin, à Paris, lors de l'élection partielle provoquée par la démission de son père, qui espérait lui transmettre son siège, finalement remporté par Édouard Frédéric-Dupont, alors au tout début de sa carrière politique. Ambroise Rendu est le grand-père du journaliste Marc Ambroise-Rendu.

### Sources
- « Ambroise Rendu (homme politique) », dans le Dictionnaire des parlementaires français (1889-1940), sous la direction de Jean Jolly, PUF, 1960 [détail de l’édition]
- Académie des jeux floraux. Remerciement et discours de réception de M. Ambroise Rendu, élu mainteneur et réponse de M. de Boyer-Montégut, l'un des quarante mainteneurs, prononcés en séance publique, le 16 juin 1929. Toulouse, imprimerie Douladoure, 1929.
- Marc Ambroise-Rendu, Les Rendu ou comment accéder à la bourgeoisie, Éditions Christian, 1989, 254 p..